# Joue pas les arbitres
Joue pas les arbitres (You Don't Have to Live Like a Referee) est le seizième épisode de la vingt-cinquième saison de la série télévisée Les Simpson et le 546e épisode de la série. Il est sorti en premier sur la chaîne américaine Fox le 23 mars 2014.

## Synopsis
Après un débat à l'école de Springfield entre Abraham Lincoln et Stephen Douglas qui finit en chahut et pugilat, le superintendant Chalmers, furieux, veut enseigner le respect aux élèves en organisant un concours de discours pour qu'ils présentent leur héros. Le jour dit, Lisa s'aperçoit que Martin a également choisi Marie Curie et doit trouver rapidement un nouveau héros. Elle choisit son père et émeut le jury par son discours qui, diffusé sur internet, devient viral. Le président de la Fédération internationale de Football veut recruter Homer comme arbitre pour la prochaine Coupe du monde, car il a eu le courage d'exclure sa propre fille lors d'un match pour tricherie. Les Simpson partent pour la seconde fois au Brésil, mais l'honnêteté d'Homer est sérieusement mise à l'épreuve en raison de la corruption qui gangrène le milieu du football.

## Réception
Lors de sa première diffusion, l'épisode a attiré 3,91 millions de téléspectateurs.